# Wladislaw Wjatscheslawowitsch Ignatjew
Wladislaw Wjatscheslawowitsch Ignatjew (russisch Владислав Вячеславович Игнатьев; * 20. Januar 1987 in Breschnew) ist ein russischer Fußballspieler.

## Karriere

### Verein
Ignatjew begann seine Karriere beim FK Neftechimik Nischnekamsk. Zur Saison 2004 rückte er in den Profikader des Zweitligisten. Im Oktober 2004 debütierte er gegen Lokomotive Tschita für Nischnekamsk in der Perwenstwo FNL. Bis Saisonende kam er zu vier Einsätzen in der zweiten Liga. Mit Neftechimik stieg er zu Saisonende aus der zweithöchsten Spielklasse ab.
Zur Saison 2006 wechselte Ignatjew zum Zweitligisten Kamas Nabereschnyje Tschelny. In drei Spielzeiten in Nabereschnyje Tschelny kam er zu 77 Zweitligaeinsätzen, in denen er neun Tore erzielte. Zur Saison 2009 schloss er sich dem Erstligisten Krylja Sowetow Samara. Sein Debüt in der Premjer-Liga gab er im April 2009 gegen den FK Chimki. In der Saison 2009 kam er insgesamt zu 25 Einsätzen in der Premjer-Liga in Samara, in denen er ein Tor machte. Zur Saison 2010 wechselte Ignatjew innerhalb der Liga zu Lokomotive Moskau.
In Moskau spielte er jedoch keine Rolle und stand in der Hinrunde nie im Kader, woraufhin er im August 2010 an den Zweitligisten FK Kuban Krasnodar verliehen wurde. Bis Saisonende absolvierte er 13 Zweitligapartien für Kuban, mit dem Verein stieg er zu Saisonende in die Premjer-Liga auf. Nach dem Ende der Leihe kehrte er zur Saison 2011/12 wieder nach Moskau zurück. Für Lok kam der Flügelspieler in jener Spielzeit zu 36 Einsätzen. Zur Saison 2012/13 wechselte er zum Ligakonkurrenten FK Krasnodar. In Krasnodar kam er in 27 Spielen zum Einsatz und wurde hierbei zumeist als Rechtsaußen eingesetzt.
Nach einer Spielzeit beim FK wechselte er zur Saison 2013/14 innerhalb Krasnodars zu Kuban, wo er bereits 2010 ein halbes Jahr lang aktiv gewesen war. In der Saison 2013/14 kam er zu 14 Einsätzen, in denen er zwei Tore erzielte. In der Spielzeit 2014/15 erzielte der bei Kuban zumeist als Links- oder Rechtsaußen eingesetzte Ignatjew in 27 Spielen vier Tore. In der Hinrunde der Saison 2015/16 kam er auf sieben Tore in 17 Einsätzen. Im Februar 2016 kehrte er zu Lokomotive Moskau zurück. Bis Saisonende absolvierte er sieben Spiele für Lok, in denen er ein Tor machte. In der Spielzeit 2016/17 kam er zu 17 Einsätzen. In der Saison 2017/18 wurde der Flügelstürmer Ignatjew zum Verteidiger umfunktioniert, fortan kam er zumeist als Außenverteidiger in der Fünfer- oder Viererkette Loks zum Einsatz. Nach dem Positionswechsel erhöhte sich auch seine Einsatzzeit, 2017/18 kam er zu 24 Einsätzen, 2018/19 zu 26, 2019/20 absolvierte er 23 und 2020/21 16 Spiele in der Premjer-Liga. Im Sommer 2021 wechselte Ignatjew zu Rubin Kasan. Für Rubin kam er zu elf Einsätzen, ehe er mit dem Team zu Saisonende aus der Premjer-Liga abstieg. Anschließend verließ er die Tataren.

### Nationalmannschaft
Ignatjew spielte 2011 zweimal für die russische B-Nationalmannschaft. Im November 2015 debütierte er im A-Team, als er in einem Testspiel gegen Portugal in der 77. Minute für Pawel Mamajew eingewechselt wurde.